# Anoumaba
Anoumaba  est une localité de l'est de la Côte d'Ivoire, et appartenant au département de M'batto, Région du Moronou. La localité d'Anoumaba est un chef-lieu de commune.